# Liste des sépultures des souverains de Bretagne
 (juillet 2012).
Si vous disposez d'ouvrages ou d'articles de référence ou si vous connaissez des sites web de qualité traitant du thème abordé ici, merci de compléter l'article en donnant les références utiles à sa vérifiabilité et en les liant à la section « Notes et références ».
La Bretagne, contrairement à la France et à sa nécropole royale de la basilique de Saint-Denis, n'a jamais eu pour ses souverains un sanctuaire privilégié. Les rois et ducs de Bretagne reposent dans des lieux très éloignés les uns des autres. Cette dispersion tient d'abord au fait que le Royaume puis duché de Bretagne n'avait pas de capitale définie. Puis, certains souverains de Bretagne ayant des ferveurs spéciales pour certaines abbayes qu'ils avaient fondées, décidèrent d'y reposer.
Le temps faisant son œuvre, la plupart des tombeaux des souverains bretons furent détruits ou perdus dans les méandres de l'histoire. La fin du XVIIIe siècle est marqué par la Révolution française et ses excès. On ordonne, non sans résistance, la destruction des « monuments des despotes ». Le rapport de Bertrand Barère du 31 juillet 1793 marque le début d'une période sombre, la Convention décrète que les tombeaux et mausolées des « ci-devant rois », élevés dans l'église Saint-Denis, « dans les Temples et autres lieux », dans toute l'étendue de la République, seront détruits le 10 août qui suit. De nombreux tombeaux des ducs de Bretagne furent détruits lors de cette période de l'histoire française et seuls quelques mausolées sont aujourd'hui visibles dans leur intégrité.
Cette liste est celle des lieux d'inhumation des souverains de Bretagne (rois et ducs) et des  consorts bretons. Celle-ci n'est pas exhaustive, principalement du fait qu'il est difficile de  trouver des  sources relatives aux emplacements des sépultures.

## Sépultures des souverains de Bretagne
À l'heure actuelle, l'emplacement originel ou/et actuel ainsi que l'état des sépultures des souverains suivants nous est inconnu :
- Erispoë (851 à 857)
- Alain Ier (890 à 907)
- Gourmaëlon (908 à 913)
- Drogon (952 à v.956)
- Hoël Ier (v.956 à v.979)
- Guérech (v.979 à 988)
- Alain (988 à 990)
- Hoël II (1066 à 1084)
- Conan III (1112 à 1148)
- Arthur Ier (1196 à 1203)

### Sépultures des rois et ducs de Bretagne
| Nom                                                                 | Nom | Édifice                                                                                   | Ville                | Département                                          | Notes |
| ------------------------------------------------------------------- | --- | ----------------------------------------------------------------------------------------- | -------------------- | ---------------------------------------------------- | --- |
| Gradlon mort le                                                     |     | abbaye St-Guénolé de Landevennec                                                          |                      | en Cornouaille, aujourd'hui département du Finistère | |
| Judicaël mort vers 647-652                                          |     | abbaye St-Méen                                                                            | Gaël ou Paimpont     |                                                      | |
| Nominoë décédé le 7 mars 851                                        |     | Abbaye Saint-Sauveur                                                                      | Redon                | Ille-et-Vilaine                                      | État actuel : inconnu |
| Salomon décédé le 25 juin 874                                       |     | Monastère de Plélan ou de Saint-Maixent puis église Saint-Georges (932)                   | Pithiviers           | Loiret                                               | État actuel : inconnu |
| Alain Barbetorte décédé le 27 juin 952                              |     | Église royale et collégiale de Notre-Dame                                                 | Nantes               | Loire-Atlantique                                     | État actuel : Édifice détruit |
| Conan Ier le Tort décédé le 27 juin 992                             |     | Abbaye du Mont-Saint-Michel                                                               | Le Mont-Saint-Michel | Manche                                               | État actuel : tombeau anciennement disparu |
| Geoffroi Ier décédé le 20 novembre 1008                             |     | Abbaye du Mont-Saint-Michel                                                               | Le Mont-Saint-Michel | Manche                                               | État actuel : tombeau anciennement disparu |
| Alain III Rebrit décédé le 1er octobre 1040                         |     | Abbaye de la Trinité                                                                      | Fécamp               | Seine-Maritime                                       | État actuel : tombeau disparu |
| Conan II décédé le 11 décembre 1066                                 |     | Abbatiale Notre-Dame en Saint-Melaine                                                     | Rennes               | Ille-et-Vilaine                                      | État actuel : inconnu |
| Alain IV Fergent décédé le 13 octobre 1119                          |     | Abbaye Saint-Sauveur                                                                      | Redon                | Ille-et-Vilaine                                      | État actuel : inconnu |
| Conan IV le Petit décédé le 20 février 1171                         |     | Abbaye de Bégard                                                                          | Bégard               | Côtes-d'Armor                                        | État actuel : inconnu |
| Constance décédée en septembre 1201                                 |     | Abbaye de Villeneuve                                                                      | Les Sorinières       | Loire-Atlantique                                     | État actuel : tombeau détruit à la Révolution |
| Geoffroy II Plantagenêt décédé le 19 août 1186                      |     | Cathédrale Notre-Dame                                                                     | Paris                | Paris                                                | État actuel : inconnu |
| Alix de Thouars décédée le 21 octobre 1221                          |     | Abbaye de Villeneuve                                                                      | Les Sorinières       | Loire-Atlantique                                     | État actuel : Destruction totale lors de la Révolution |
| Pierre Mauclerc décédé le 6 juillet 1250                            |     | Abbatiale Saint-Yved de Braine                                                            | Braine               | Aisne                                                | Nécropole des comtes de Dreux |
| Jean Ier le Roux décédé le 8 octobre 1286                           |     | Église (1286) puis nouvelle Église (1726) puis Chapelle de l'Abbaye Notre-Dame de Prières | Billiers             | Morbihan                                             | État actuel : ossements transférés avec ceux d'Isabelle de Castille dans une nouvelle chapelle en 1842 |
| Jean II décédé le 18 novembre 1305 Jean III décédé le 30 avril 1341 |     | Église Saint-Armel                                                                        | Ploërmel             | Morbihan                                             | État actuel : Restauration des gisants et du dais en 1821 - les socles ont été détruits pendant la Révolution |
| Blanche de Champagne morte le 12 août 1283                          |     | abbaye de la Joie                                                                         | Hennebont            | en Broërec, aujourd'hui département du Morbihan      | État actuel : Tombeau détruit, sauf le gisant exposé au Louvre à Paris puis à Lens. |
| Arthur II décédé le 27 août 1312                                    |     | Couvent des Cordeliers de Vannes puis Château de Suscinio                                 | Sarzeau              | Morbihan                                             | État actuel : Le tombeau en marbre du duc a été vandalisé et brisé pendant la Révolution. Les fragments retrouvés du gisant sont conservés à Vannes |
| Jean de Montfort décédé le 23 septembre 1345                        |     | chapelle des Dominicains de Quimperlé, puis Abbaye Sainte-Croix                           | Quimperlé            | Finistère                                            | État actuel : les restes de Jean de Montfort ont été retrouvés en 1982 et transférés depuis dans l'abbaye Ste-Croix de Quimperlé |
| Charles de Blois décédé le 29 septembre 1364                        |     | Couvent des cordeliers puis Église de Notre-Dame de Grâces                                | Guingamp             | Côtes-d'Armor                                        | État actuel : Reliquaire en bois du bienheureux Charles de Blois |
| Jean IV décédé le 9 novembre 1399                                   |     | Cathédrale Saint Pierre et Saint Paul                                                     | Nantes               | Loire-Atlantique                                     | État actuel : Destruction totale en 1793 |
| Jean V décédé le 29 août 1442                                       |     | Cathédrale Saint-Tugdual                                                                  | Tréguier             | Côtes-d'Armor                                        | État actuel : Tombeau détruit lors de la chouannerie - Un tombeau a été sculpté par Armel-Beaufils en 1947 en l'honneur du duc |
| François Ier décédé le 18 juillet 1450                              |     | Abbaye Saint-Sauveur                                                                      | Redon                | Ille-et-Vilaine                                      | État actuel : Tombeau détruit lors de la Révolution |
| Pierre II décédé le 22 septembre 1457                               |     | Collégiale Notre-Dame                                                                     | Nantes               | Loire-Atlantique                                     | État actuel : Tombeau détruit lors de la Révolution |
| Arthur III décédé le 26 décembre 1458                               |     | Église des Chartreux puis Cathédrale Saint Pierre et Saint Paul                           | Nantes               | Loire-Atlantique                                     | État actuel : Tombeau détruit à la Révolution. L'église des Chartreux est détruite ultérieurement. Les ossements du duc déplacés dans la crypte de la cathédrale y sont vandalisés malgré tout. En 1817, on récupère des ossements tenus par erreur pour avoir été les siens afin de les placer dans le tombeau du duc François II |
| François II décédé le 9 septembre 1488                              |     | Couvent des Carmes puis cathédrale Saint Pierre et Saint Paul                             | Nantes               | Loire-Atlantique                                     | Tombeau de François II de Bretagne et des duchesses Marguerite de Foix et Marguerite de Bretagne : Monument commandé par Anne de Bretagne pour ses parents et réalisé par Michel Colombe (sculpteur) et Jehan Perréal (architecte)                                                                                                 |
| Anne morte le 9 janvier 1514                                        |     | Nécropole royale de la basilique de Saint-Denis                                           | Saint-Denis          | Seine-Saint-Denis                                    | Inhumée avec le roi Louis XII. Restes vandalisés à la Révolution. Le reliquaire de son cœur conservé au musée Dobrée à Nantes |
| Claude morte le 20 juillet 1524                                     |     | Nécropole royale de la basilique de Saint-Denis                                           | Saint-Denis          | Seine-Saint-Denis                                    | Inhumée avec son mari le roi de France François Ier Restes vandalisés à la Révolution |
| François III mort le 10 août 1536                                   |     | Nécropole royale de la basilique de Saint-Denis                                           | Saint-Denis          | Seine-Saint-Denis                                    | Inhumé avec son père le roi François Ier et sa mère la reine Claude |
| Henri mort le 10 juillet 1559                                       |     | Nécropole royale de la basilique de Saint-Denis                                           | Saint-Denis          | Seine-Saint-Denis                                    | Inhumé en tant que roi de France sous le nom d'Henri II |

#### Galerie

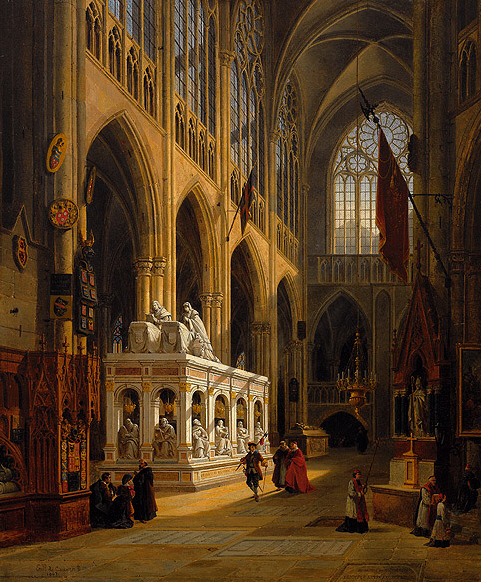
Mausolée du roi de France Louis XII et d'Anne de Bretagne en la basilique Saint-Denis, toile de Emile Pierre Joseph de Cauwer.
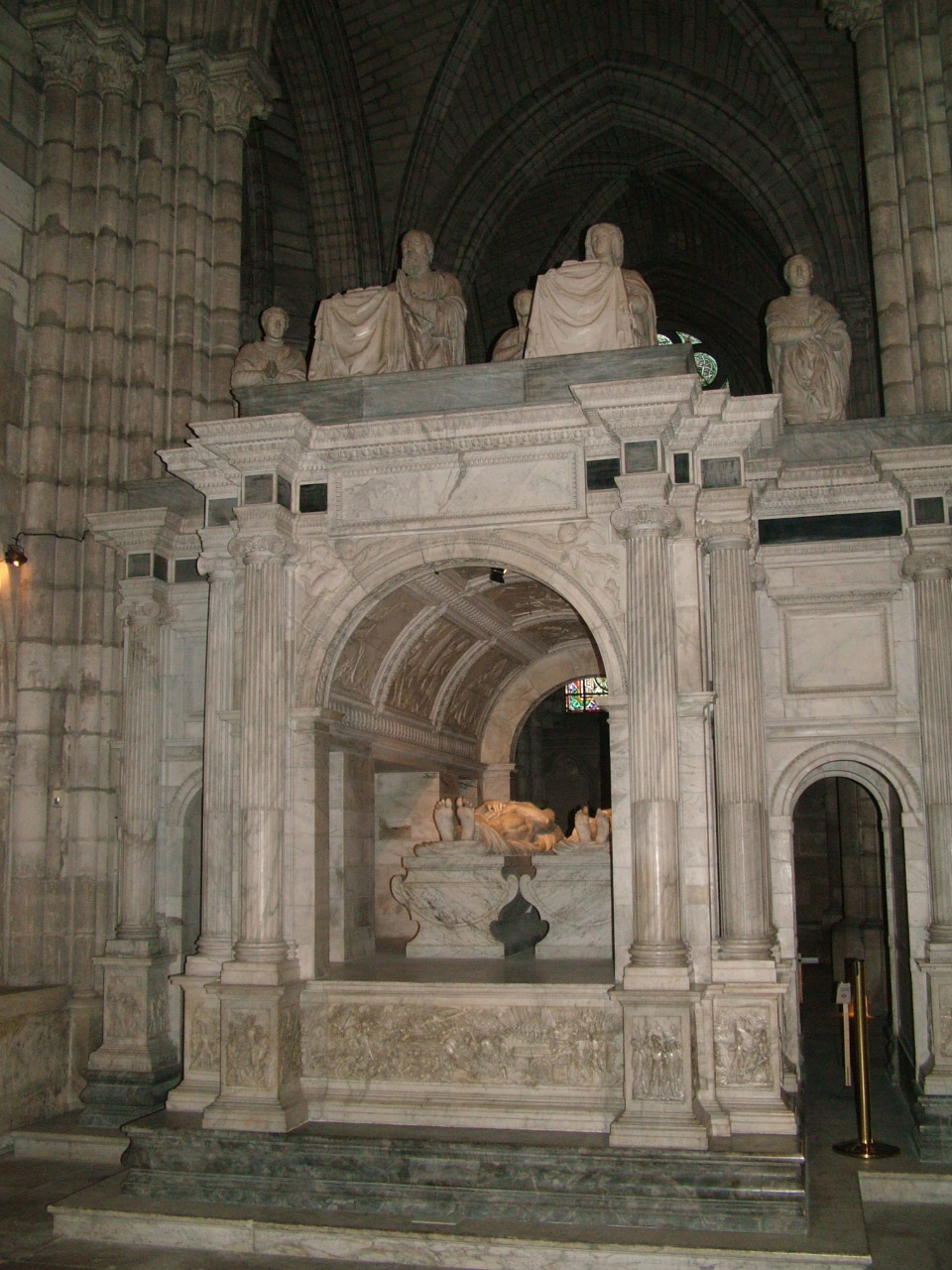
Mausolée de François Ier de France, de son épouse la duchesse Claude et de leur fils, le dauphin et duc François III.
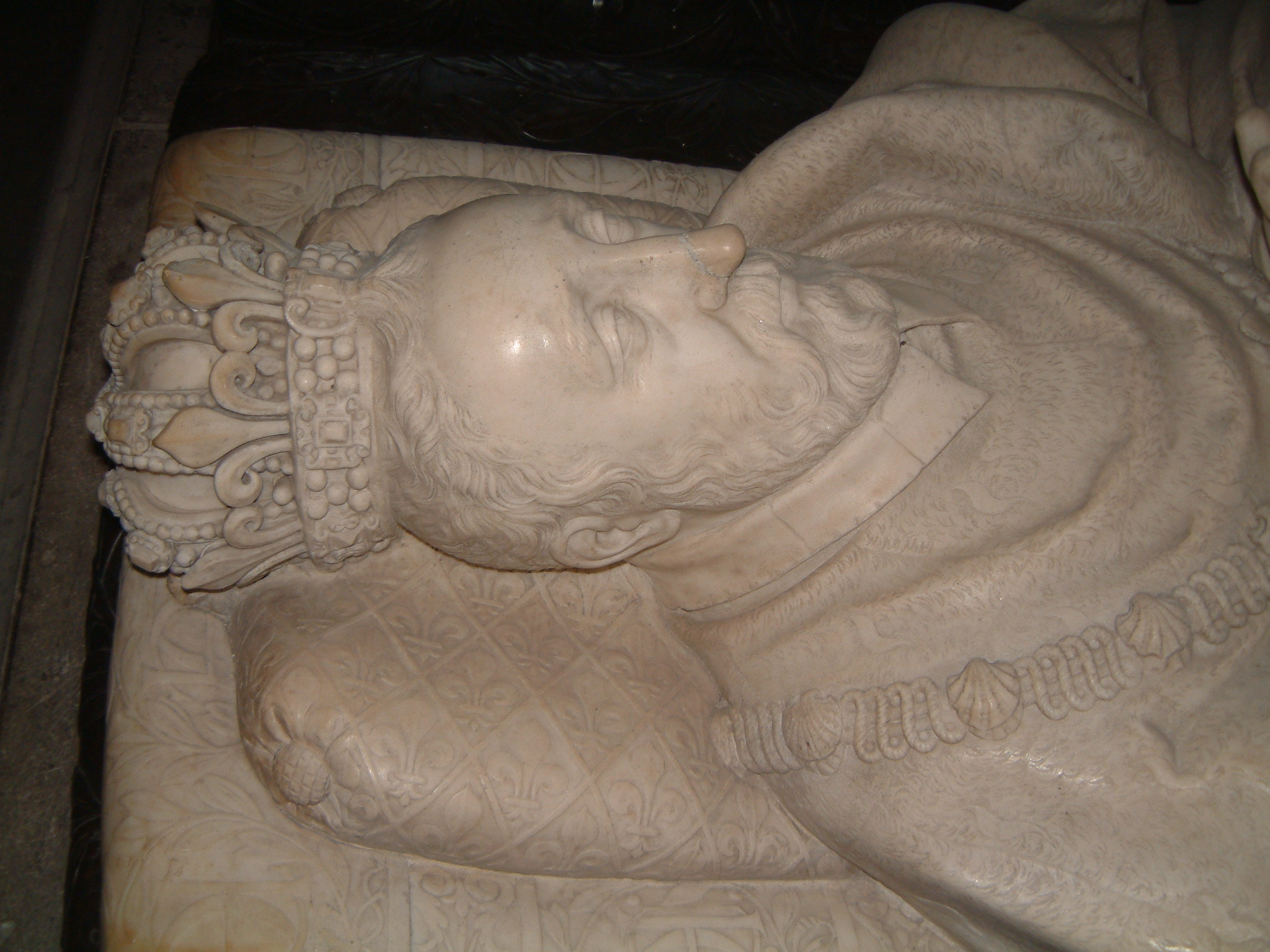
Gisant d'Henri II, roi de France, duc de Bretagne sous le nom d'Henri Ier.
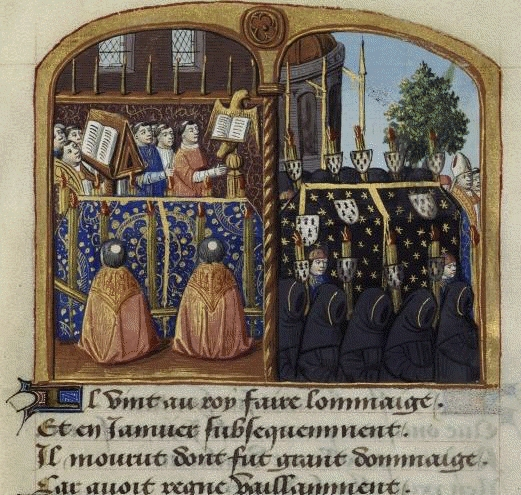
Les funérailles de Pierre II et d'Arthur III. Vigiles de Charles VII.
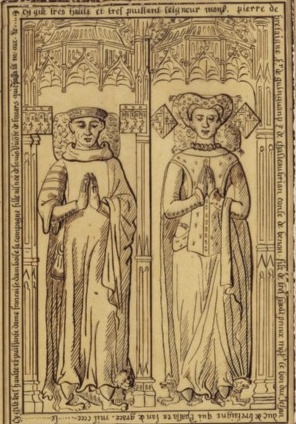
Tombeau de Pierre II et de Françoise d'Amboise
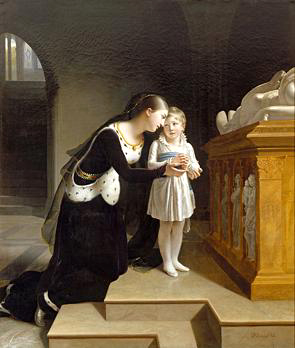
Jeanne de Navarre et Arthur III sur la tombe de Jean IV.
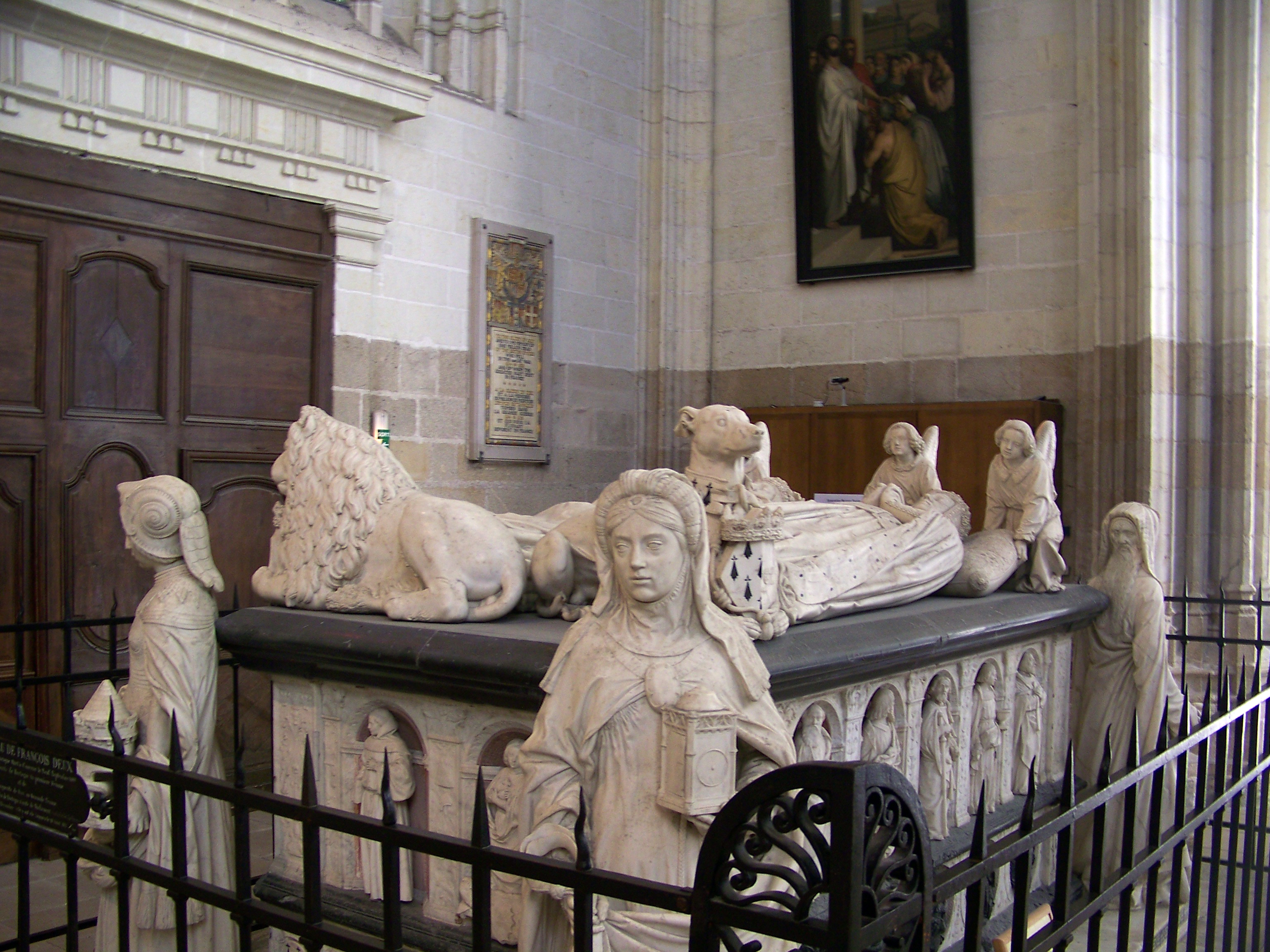
Tombeau de François II et des duchesses Marguerite de Bretagne et Marguerite de Foix.
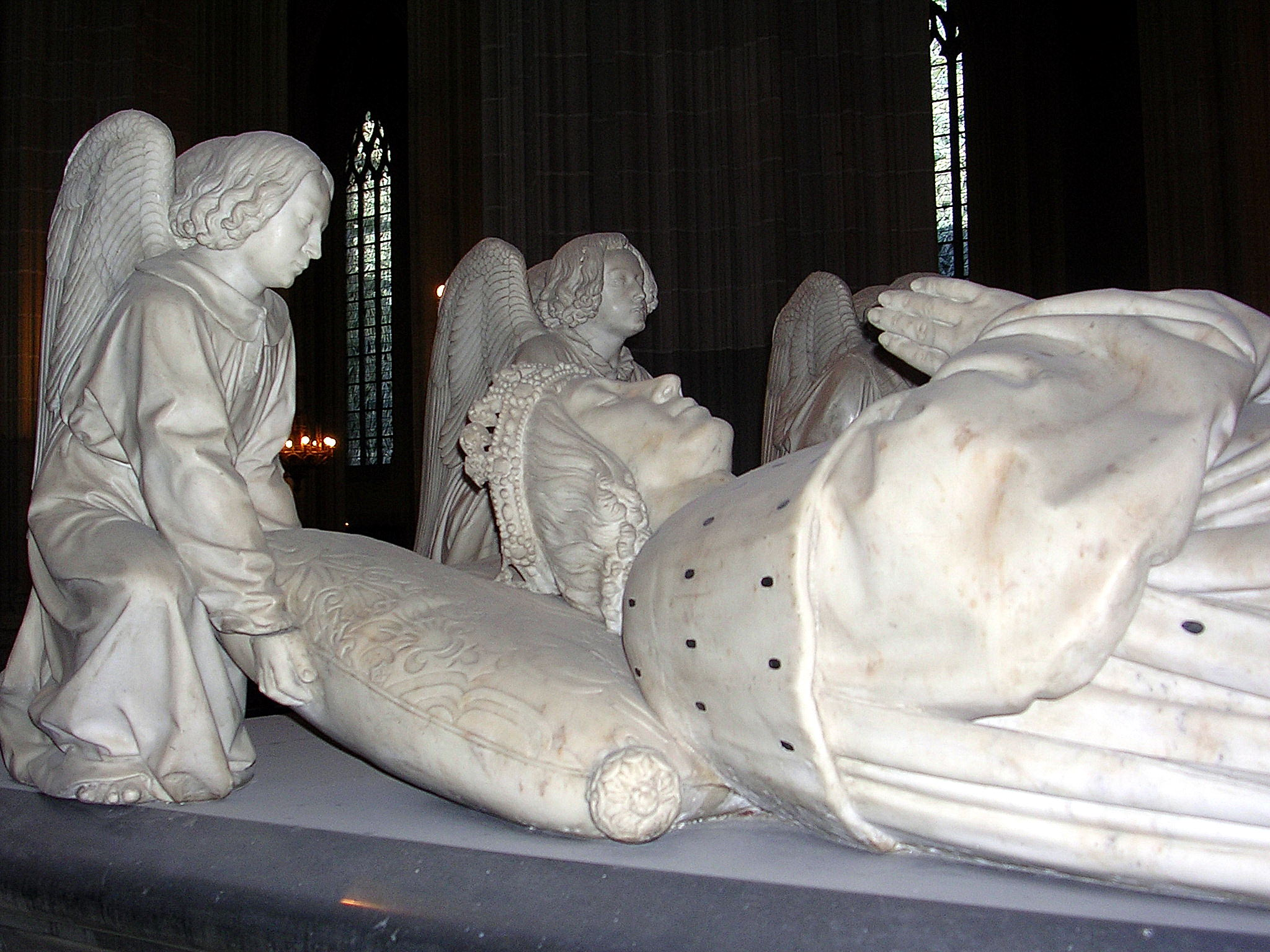
Gisant de François II
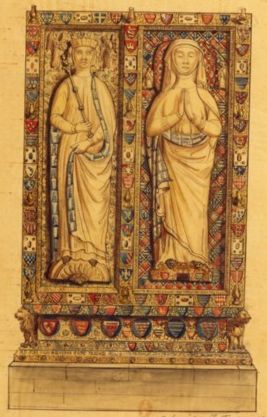
Tombeau d'Alix de Thouars et de sa fille Yolande de Bretagne.
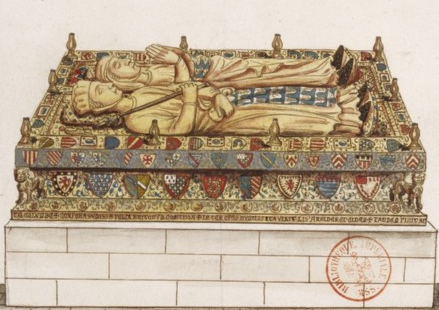
Tombeau d'Alix et de Yolande de Bretagne vu du côté d'Alix.
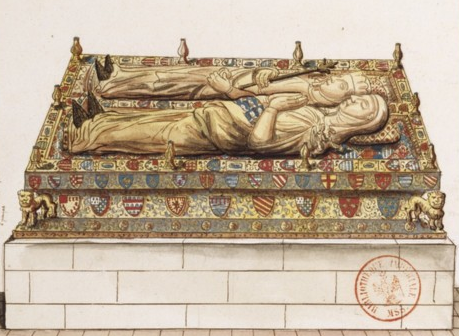
Tombeau d'Alix et de Yolande de Bretagne vu du côté de Yolande.

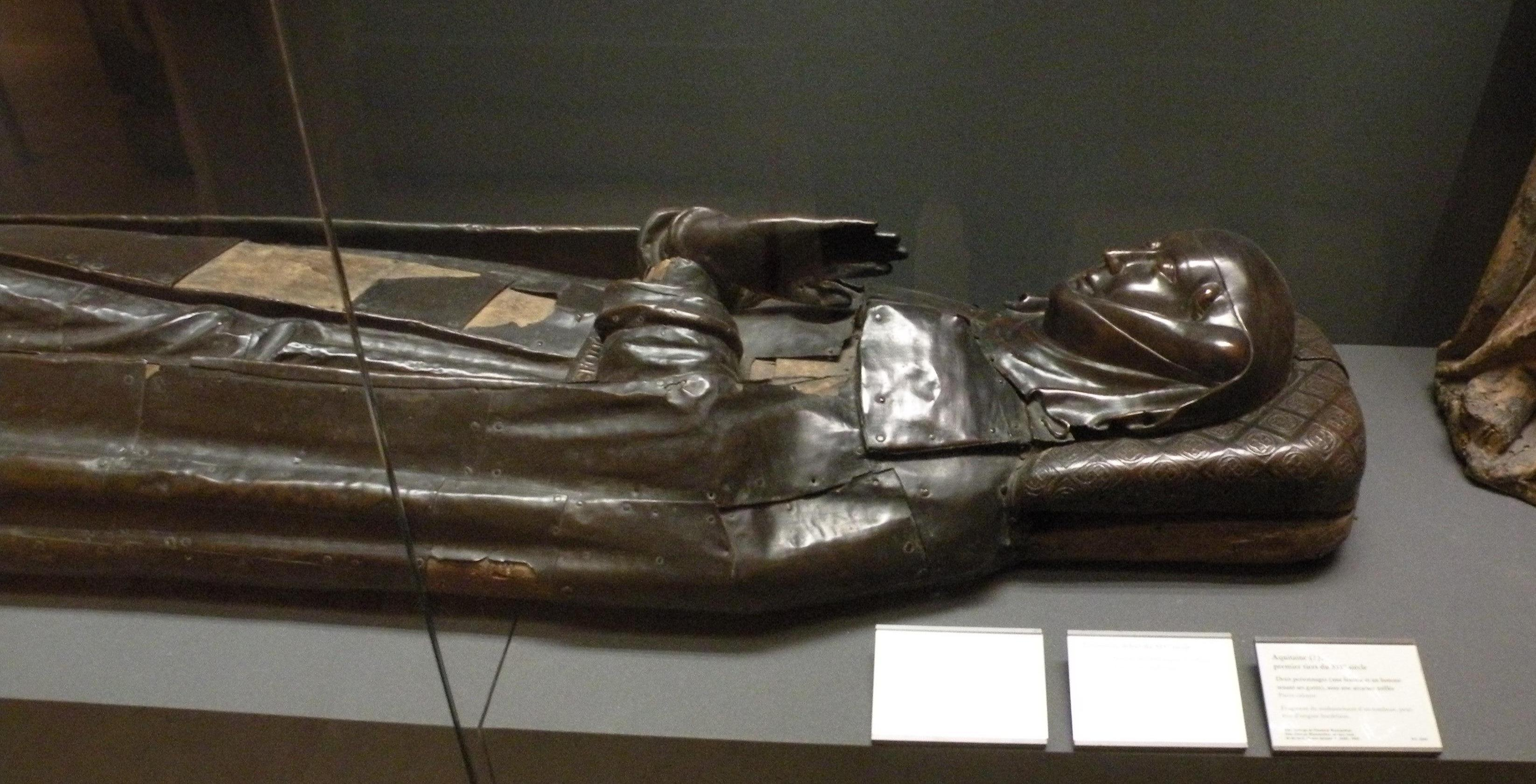
Gisant de Blanche de Navarre au Musée du Louvre
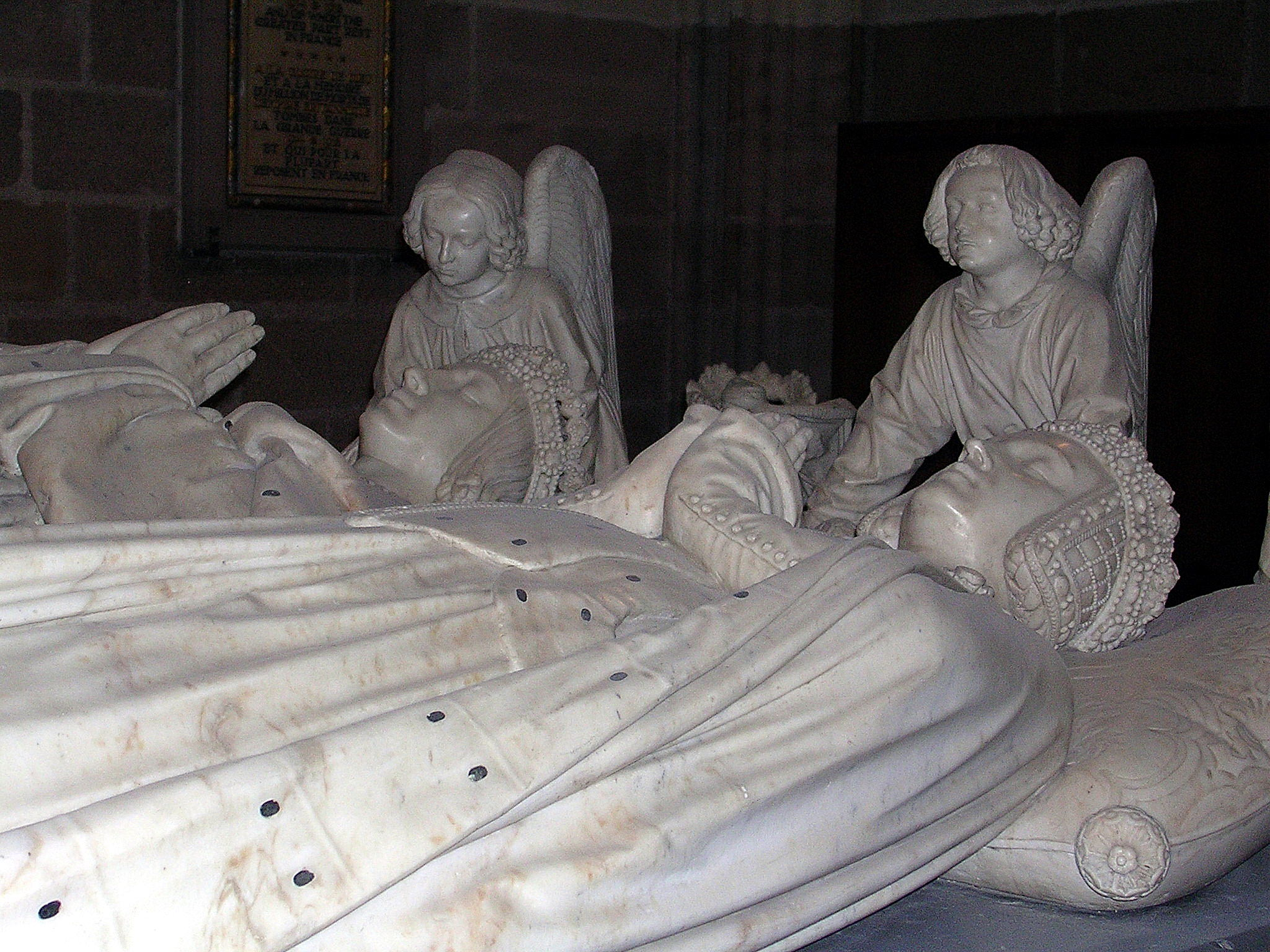
Gisant de Marguerite de Foix